# Gabukái
Gabukái (del ruso: Габукай) es un aúl del raión de Teuchezh en la república de Adiguesia de Rusia. Está situado en la orilla izquierda del río Pshish, cerca de la orilla meridional del embalse de Krasnodar, 15 km al nordeste de Ponezhukái y 56 km al noroeste de Maikop, la capital de la república. Tenía 1 878 habitantes en 2010.
Es centro administrativo del municipio Gabukáiskoye, al que pertenecen asimismo Petrov, Chabanov y Shevchenko.

## Historia
El aul fue fundado en 1842 como Gabukáyevskoye. Entre el 15 de julio de 1940 y principios de la década de 1990, la localidad se llamaba Teuchezhjabl.

## Lugares de interés
En la localidad se halla un museo sobre el poeta Zug Teuchezh.

## Personalidades
- Zug Teuchezh (1885 - 1940), poeta adigué y soviético.